# Preston Cloud
Preston Ercelle Cloud, Jr. (26 de setembro de 1912 – 16 de janeiro de 1991) foi um geocientista, biogeólogo, cosmológo, e paleontólogo estadunidense. Ele serviu no exército dos Estados Unidos, e liderou várias explorações de campo do Serviço Geológico dos Estados Unidos. No mundo acadêmico, ele foi um membro das Universidades de Harvard, Minnesota, Califórnia de Los Angeles, e Califórnia em Santa Bárbara. Ele é mais bem conhecido pelo seu trabalho na escala de tempo geológico e sobre a origem da vida na Terra, e como um ecologista pioneiro e ambientalista. Ele é creditado por cunhar o termo "biogeologia". Seus trabalhos sobre a importância dos fósseis do período Cambriano na década de 1940 acarretaram o desenvolvimento do conceito de "explosão do Cambriano," pelo qual ele cunhou a expressão "evolução eruptiva."